# Gwrtheyrn

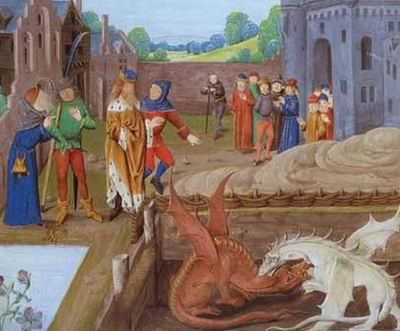
Detail from Lambeth Palace Library MS 6 folio 43v illustrating an episode in Geoffrey of Monmouth's Historia Regum Britanniae (c. 1136). Pictured above Vortigern sits at the edge of a pool whence two dragons emerge, one red and one white, which do battle in his presence.

Gurthigerno hoặc Gwrtheyrn (/ˈvɔːrtɪdʒɜːrn/; tiếng Wales: Guorthigirn, Guorthegern, tiếng Anh cổ: Wyrtgeorn; tiếng Breton Gurdiern, Gurthiern; tiếng Ireland: Foirtchern; tiếng Latinh: Vortigernus, Vertigernus, Uuertigernus, etc) là một lãnh chúa Anh gốc La Mã ở thế kỷ V, thường được sử học Anh quốc và Wales đồng nhất là một trong những quân vương sơ sử của quần đảo Anh.

## Lịch sử
Cuộc đời Gwrtheyrn nhuốm màu huyền huyễn, ông được kể rằng đã cậy nhờ quân đoàn Anglo-Saxon của anh em Hengist và Horsa nhằm đánh đuổi người Pict và Scot hoành hành triền miên ở mạn Bắc. Nhưng sau khi trừ được mối nguy ngoại tộc lại bị những đồng minh này phản, dẫn tới sự thành lập Vương quốc Cantuariorum.
Tuy nhiên, Gwrtheyrn kịp thời chạy thoát tới địa hạt Dyfed thuộc bán đảo Llŷn và sống nốt phần đời còn lại ở đó. Vì thế, ông cũng được coi là quân vương khởi đầu Vương quốc Powys, một trong những cơ sở ban đầu của xứ Cymru trung đại.
| “                                | Khi Vortigernus, vua nước Anh, đang ngồi bên bờ hào, có hai con rồng - một trắng và một đỏ, xuất hiện rồi xáp gần nhau, giữa chúng bắt đầu một cuộc chiến kinh hoàng, từ trong miệng mỗi con thở ra những hơi lửa. Nhưng rồng trắng có lợi thế hơn, nó đuổi con kia phải bay xuống cuối hồ. Bị dồn tới cùng, rồng đỏ phản đòn quyết liệt khiến rồng trắng tháo chạy. Sau lúc chứng kiến cuộc giao tranh của lũ rồng, vua triệu Merlin Ambrosius lại, hỏi điềm. Đột nhiên, y bật khóc, bảo: "Rồng đỏ gặp tai họa là do bị dồn đuổi sớm quá. Những sơ suất của nó đã bị rồng trắng tóm lấy, thế biểu thị lũ Saxones mà bệ hạ dung dưỡng; nhưng rồng đỏ lại có nghĩa là Anh quốc, sẽ có ngày bị áp bách bởi rồng trắng. Bởi cớ đó, những rặng núi sẽ bị san phẳng thành thung lũng, và những dòng sông dưới thung chảy tràn máu tươi. Sự thi hành tông giáo sẽ bị phá hoại, và các giáo đường thành phế tích. Sau rốt, những kẻ phải áp bách sẽ quật khởi và chống lại sự tàn khốc của đám ngoại nhân. Bởi con lợn lòi xứ Cornubia sẽ giúp sức, và đạp cổ chúng xuống chân mình. Những hòn đảo ngoài khơi phải phủ phục trước sức mạnh của nó, và nó sẽ chiếm hữu những cánh rừng xứ Gallia. Ngôi nhà của Romulus sẽ khiếp sợ dũng khí của nó...". | ” |
| — Trích tích Song long chi chiến | |   |

## Văn hóa

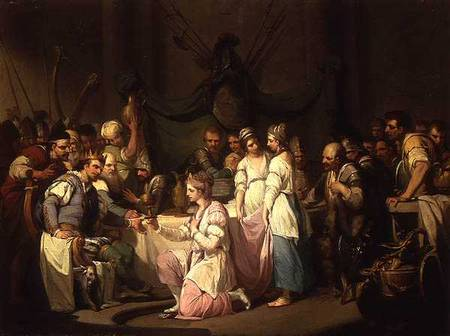
Họa phẩm Hạnh ngộ Gwrtheyrn và Rowenai của William Hamilton.

Lai lịch và hành trạng đức vua Gwrtheyrn lần đầu được mô tả trong sách Chinh hủy kí của ông thánh kiêm học giả Gweltaz thế kỷ VI, tức là rất gần hiện thực Anh quốc thời bấy giờ. Sau Gwrtheyrn có các sách của thánh Beda và một số tác gia vô danh khác. Thế nhưng, số phận nhân vật Gwrtheyrno chỉ thực thu hút sự quan tâm của đám đông khi trở thành một trong những tác nhân chính của Truyền thuyết Arthur, việc này bắt nguồn từ những bài tụng ca của giới ngâm du thi nhân trung đại trung thế kỷ.
Hai tác phẩm ngày nay được học giới coi là tiêu biểu nhất đề cập đến vua Gwrtheyrn lại là Anh quốc liệt vương sử và Cái chết của vua Arthur. Gwrtheyrn được mô tả như nhân vật đối trọng với Arthur nhưng cố nội tâm cực kì phức tạp. Đa số tác gia thường đổ lỗi cho ông vì để Anh quốc rơi vào tay rợ Anglo-Saxon.